# Шадлуніт
Шадлуніт (англ. shadlunite; нім. Schadlunit m) — мінерал, сульфід міді, заліза, свинцю і кадмію. Група пентландиту. Названий за прізвищем радянського мінералога Т. М. Шадлун (Т. Л. Евстигнеева, А. Д. Генкин, Н. В. Тронева, А. А. Филимонова, А. И. Цепин, 1973).

## Опис
Хімічна формула: (Cu, Fe)8(Pb, Cd)S8.
Склад у % (з Талнахського родовища, що поблизу Норильська): Cu — 27,5; Fe — 24,1; Pb — 16,6; Cd — 3,9; S — 27, 4.
Сингонія кубічна. Форми виділення — зерна непра-вильної форми. Колір і риса сірувато-жовті. Непрозорий. Блиск металічний. Густина 4,6. Тв. 4. Зустрічається разом з мінералами кобальт-нікелевих руд. Знайдений у мідних рудах Талнахського та Жовтневого родовищ поблизу м. Норильськ (Росія).